# Brian Blessed
Brian Blessed (Mexborough, Doncaster, South Yorkshire, Anglia, 1936. október 9. –) angol színpadi és filmszínész. Jellegzetes „Falstaffi” megjelenése, erőteljes orgánuma és szenvedélyes előadásmódja révén az angol színpadi színjátszás hangsúlyos egyénisége, számos film emlékezetes központi szereplője, animációs és videó-kalandjátékok erőteljes hangja. Több klasszikus Shakespeare adaptációban szerepelt. Fekete öves cselgáncsozó, magashegyi alpinista, életének legnagyobb részében aktívan sportolt. 2016-ban kitüntették a Brit Birodalom Rendje tiszti osztályával (OBE), a művészetekben és a társadalmi jószolgálatban nyújtott teljesítményéért.

## Élete

### Származása
Észak-angliai munkáscsalád sarja volt, a dél-yorkshire-i Goldthorpe bányászfaluban született. Felmenői és rokonai több generációra visszamenően a lincolnshire-i Brigg város környékén éltek és élnek. Apja és annak fivérei bányászként dolgoztak. Többen közülük életüket vesztették bányaszerencsétlenségek következtében. Az apa tanulásra ösztönözte fiát, hogy jobb életet élhessen. Brian színjátszó tehetsége már az iskolai színjátszó kör előadásain megmutatkozott. Hatalmas termetével, testi erejével ökölvívásban is jeleskedett, de ezzel hamarosan felhagyott.
Brian a bristoli Old Vic színház iskolájában tanult színészmesterséget. Minden munkát elvállalt, hogy tanulmányait finanszírozni tudja, dolgozott sírásóként, és építőmunkásként is. A színházban bármilyen apró szerepet eljátszott, hogy tudását gyarapítsa, tehetségét megmutassa.

### Színészi pályája
1962-ben már megkapta első tévéfilmes feladatát, 1962–1965 között szerepelt a Z-Cars című, rendőrökről szóló tévésorozatban. Később, 1978-ban vendégszereplőként is meghívták a sorozatba.
Első mozifilmes szerepét 1966-ban játszotta a The Christmas Tree című családi filmben, fiatal rendőrt alakítva. Az ugyanekkor játszott A három testőr minisorozatban, Porthos testhezálló szerepét kapta. Az 1970-es évek elejétől rendszeresen megjelent klasszikus és kortárs színművek filmváltozataiban. Mihálisz Kakojánisz rendező 1971-es The Trojan Women (A trójai nők) című filmdrámájában kis mellékszerepet játszott Katharine Hepburn, Vanessa Redgrave és Geneviève Bujold oldalán. 1976-ban, a Robert Graves regényéből készült Én, Claudius című minisorozatban Augustus Caesart alakította, a címszereplő Claudiust játszó Derek Jacobi mellett. 1975-ben, az Alfa holdbázis sci-fi sorozat első évadában Dr. Cabot Rowland űrhajóst, a másodikban (1976) Dr. Mentor tudóst játszotta.
Telt és erőteljes orgánumával Blessed több zenés színpadi szerepben remekelt újra és újra. Fiatalon a Macskák musicalban a Vén Szórakaténusz (Old  Deuteronomy) szerepét énekelte, évtizedekkel később a Báró (Baron) szerepét a Chitty Chitty Bang Bang musicalben (2002).
Mike Hodges rendező 1980-as sci-fi kalandfilmjében, a Flash Gordonban Vultan fejedelem alakjában tűnt fel a címszereplő Sam J. Jones társaságában. Világszerte ismertséget és népszerűséget szerzett 1983-ban, a Fekete Vipera című abszurd vígjátéksorozatban, ahol a fiktív IV. Richárd angol királyt alakította.
1986-ban a visszatérő Hosszú John Silver kalózkapitányt alakította a John Silver’s Return to Treasure Island tévésorozatban. Besztuzsev grófot alakította az 1995-ös Nagy Katalin című történelmi filmben, tengerésztisztet Ken Russell 1993-as Lady Chatterley szeretője című négyrészes filmjében, és szerepelt Ivan Passer rendező 1995-ös Emberrablók című kosztümös tévéfilmjében.
Az 1989-es V. Henrik történelmi kalandfilmben, melyet Kenneth Branagh rendezett Shakespeare azonos című drámájából, Blessed Sir Thomas Beaufort-t, Exeter hercegét alakította. 
1991-ben, Kevin Reynolds rendező Robin Hood, a tolvajok fejedelme című kalandfilmjében Robin Hodd apját, Lord Locksley-t játszotta Kevin Costner és Morgan Freeman mellett.
Az V. Henrik sikere után Kenneth Branagh rendező további Shakespeare-filmjeibe is bevette a robusztus termetű Blessedet, így a Sok hűhó semmiért-be (1993) és az 1996-os Hamletbe (mint Hamlet atyjának szellemét). Jeremy Freeston rendező 1997-es Macbeth-filmjében Hitvalló Eduárd királyt alakította a címszereplő Jason Connery mellett. 1999-ben Blessed maga is filmet rendezett Shakespeare Lear király drámájából, amelynek címszerepét is ő maga játszotta. Az ezredforduló után Blessed megjelent Oliver Stone nagyszabású történelmi filmjében, a Nagy Sándor, a hódítóban (2004), majd 2006-ban egy újabb Kenneth Branagh-filmben, az Ahogy tetszik című Shakespeare-adaptációban is.
2013-ban a Tolkien-regényből tervezett A hobbit című kalandfilm-trilógia forgatókönyvírója, Guillermo del Toro eredetileg a filmek rendezését is elvállalta. Ő a trilógia főhősének, Tölgypajzsos Thorin királynak szerepét Blessedre akarta bízni. A producerek azonban Peter Jacksont bízták meg a rendezéssel, ő a parádés főszerepet Blessed helyett a három évtizeddel fiatalabb Richard Armitage-nek adta.
A 2010-es években a nyolcadik X felé tartó Blessed fizikai terheléssel járó szereplési ritkultak. 2015. január 1-jén este a Surrey grófságbéli Guildford városban a Lear király címszerepét játszotta (oldalán leányával, Rosalinddal), a Guildford Shakespeare Company társulatával, amikor rosszul lett a színpadon. A helyszínen gyors orvosi segítséget kapott, húsz perc után visszatért a színpadra és végigjátszotta a darabot. Kardiológiai kivizsgálások után azonban visszavonulni kényszerült az aktív színházi szerepléstől. Szívritmus-szabályozót is beépítettek testébe.
Erőteljes, mély orgánumával azonban továbbra is sűrűn alkalmazták hangszínészként animációs filmekben, sorozatokban és digitális videójátékokban, így például a Kika és Bob (2007), a Gumball csodálatos világa (2011), a Wizards vs. Aliens (2012), az Ölelörny Henry (2013)és a Peppa malac (2004) című produkciókban. Főleg korpulens, uralkodói tekintélyt sugárzó, „mackós” karakterek hangját adta, nagy sikerrel.

### Magánélete

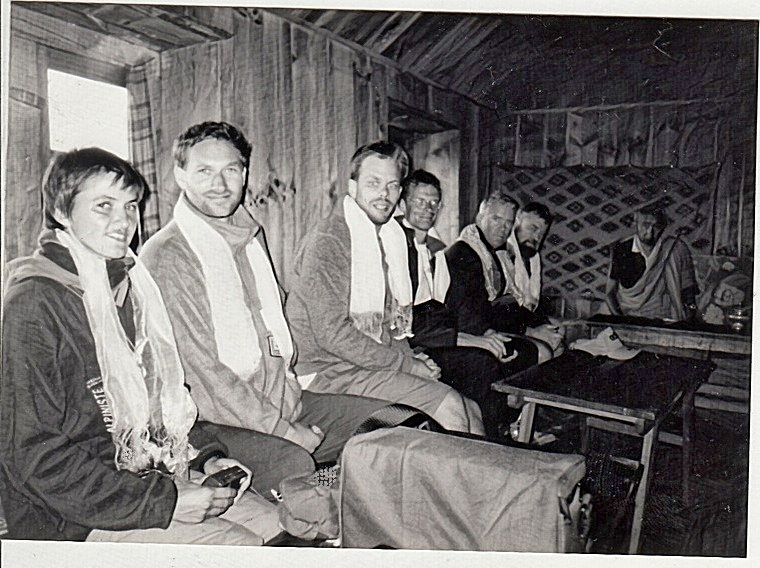
Blessed egy 1979-es Himalája-expedíción (a fehér sálas ülő sor jobb szélén, szakállal)

Első házasságát Ann Bomann (*1933) amerikai színésznővel, egyiptológussal kötötte, akivel még Bristolban találkozott. Egy közös leányuk született, Catherine. A házasság válással végződött.
1978-ban másodszor is megnősült, Hildegarde Neil (1939-2023) dél-afrikai születésű angol színésznőt vette feleségül, akivel 1997-ben a Machbeth-filmben együtt szerepelt. E házasságból is egy leány született, Rosalind, aki később szintén színésznő lett. Neil 2023-ban elhunyt.
Élete legnagyobb részében Blessed aktívan sportolt, cselgáncsban fekete öves szintet ért el. Az 1970-es években 800 órányi űrhajós kiképzést teljesített a Szovjetunióbeli Csillagvárosban. Idős koráig szenvedélyes hegymászó maradt, több Himalája-expedícióban is részt vett.
Az idős Blessed jelenleg (2023-ban) Surrey grófságban, Windleshamben él.

## Főbb filmszerepei
- 1966: The Christmas Tree; rendőr
- 1966–1967: The Three Musketeers; tévésorozat; Porthos
- 1967: The Further Adventures of the Musketeers; tévésorozat; Porthos
- 1968: Till Death Us Do Part; őrmester
- 1967–1969: Bosszúállók (The Avengers); tévésorozat; több szerepben
- 1969: The Story of Christ, Son of Man; Krisztus
- 1969: Szellemes nyomozók (Randall and Hopkirk (Deceased)); tévésorozat; Jim Lawsey
- 1970: Falusi tánc (Country Dance); Jock Baird
- 1971: Az utolsó völgy (The Last Valley); Korski
- 1971: The Trojan Women; Talthibius
- 1971: Shirley a riporter (Shirley’s World); tévésorozat; Sir Nigel
- 1972: Henry VIII and His Six Wives; Suffolk grófja
- 1972: La Mancha lovagja (Man of La Mancha); Pedro
- 1972–1973: Arthur of the Britons; tévésorozat; Mark of Cornwall
- 1974: Boy Dominic; tévésorozat; William Woodcock
- 1975: The Day After Tomorrow; tévéfilm; Dr. Tom Bowen
- 1976: The Story of David; tévéfilm; Abner
- 1975–1976: Alfa holdbázis; tévésorozat; Dr. Cabot Rowland / Mentor
- 1976: Én Claudius (I, Claudius); tévé-minisorozat; Augustus Caesar
- 1977: Karácsonyi ének (A Christmas Carol); tévéfilm; Marley szelleme / narrátor
- 1962–1978: Z Cars; tévésorozat; több szerepben
- 1979: Az Aphrodité-örökség (The Aphrodite Inheritance); tévé-minisorozat; Basileos
- 1979: Meghökkentő mesék (Tales of the Unexpected); tévésorozat; Jack Nolan nyomozó őrmester
- 1980: Flash Gordon; Vultan fejedelem
- 1981: The Little World of Don Camillo; tévésorozat; Peppone
- 1982: Cosmic Princess; tévéfilm; Mentor
- 1983: Kínai kaland (High Road to China); Suleyman Khan
- 1983: Fekete vipera (The Black Adder); tévésorozat; IV. Richárd király
- 1983: The Hound of the Baskervilles; tévéfilm; Geoffrey Lyons
- 1984: A ballantraei örökös (The Master of Ballantrae); tévéfilm; Teach kapitány
- 1984: The Last Days of Pompeii; tévé-minisorozat; Olinthus
- 1986: John Silver’s Return to Treasure Island; tévé-minisorozat; a „Hosszú” John Silver
- 1986: Ki vagy, doki? (Doctor Who); tévésorozat; Yrcanos király
- 1987: Tell Vilmos (Crossbow); tévésorozat; Gaston
- 1987: Családom és egyéb állatfajták (My Family and Other Animals); tévé-minisorozat; Spiro
- 1989: The Old Man of the Mountain; a történetmesélő
- 1988–1989: A sas felszáll (War and Remembrance); tévésorozat; Jevlenkó tábornok
- 1989: V. Henrik (Henry V); Thomas Beaufort, Exeter hercege
- 1990: Blood Royal: William the Conqueror; tévéfilm; Hereward vezér
- 1991: Robin Hood, a tolvajok fejedelme (Robin Hood: Prince of Thieves); Lord Locksley
- 1991: Prisoner of Honor; tévéfilm; Gonse tábornok
- 1992: Waiting for Godot; Pozzo
- 1992: Back in the U.S.S.R.; Csazov
- 1992: Föld és vér (De terre et de sang); tévéfilm; Châtillon
- 1993: Sok hűhó semmiért (Much Ado About Nothing); Antonio
- 1993: Lady Chatterley szeretője (Lady Chatterley); négyrészes tévéfilm; tengerész-altiszt
- 1994: MacGyver: Atlantisz elveszett kincse (MacGyver: Lost Treasure of Atlantis); Atticus
- 1995: Nagy Katalin (Catherine the Great), tévéfilm; Besztuzsev
- 1995: Johnny and the Dead; tévé-minisorozat; William Sticker
- 1995: Emberrablók (Kidnapped); tévéfilm; Cluny MacPherson
- 1996: The Bruce; I. Eduárd király
- 1996: Hamlet; Hamlet apjának szelleme
- 1992: Macbeth; Hitvalló Eduárd
- 1997: Tom Jones, egy talált gyermek históriája (The History of Tom Jones, a Foundling); tévé-minisorozat; Squire Western
- 1999: King Lear; King Lear (címszereplő és rendező is)
- 1999: Star Wars I. rész – Baljós árnyak (Star Wars Episode I: The Phantom Menace); Boss Nass (hangja)
- 1999: Tarzan; rajzfilm; Clayton (hangja)
- 1999: A világ legjobb áruháza (The Greatest Store in the World); tévéfilm; Mr. Scottley
- 1999: The Nearly Complete and Utter History of Everything; VIII. Henrik
- 2000: The Mumbo Jumbo; Lucifer Bounder
- 2001: Seven Swords of Wayland; Oswine király
- 2003: Téli napforduló (Winter Solstice); tévéfilm; Max
- 2003: Álom és szerelem (Rosamunde Pilcher); tévésorozat; név nélkül
- 2004: Szökevény malacok (The Legend of the Tamworth Two); animációs tévéfilm; Vaddisznó hangja
- 2004: Nagy Sándor, a hódító (Alexander); birkózó oktató
- 2005: Szentivánéji álom (El sueño de una noche de San Juan); hang
- 2006: A harag napja (Day of Wrath); Don Francisco del Ruiz kormányzó
- 2006: Ahogy tetszik (As You Like It); Frederick herceg
- 2006: A konklávé (The Conclave); Aeneas Sylvius Piccolomini bíboros
- 2006: Köd: Egy juhászkutya kölyök meséje (Mist: The Tale of a Sheepdog Puppy); tévéfilm; Sir Gregory (hangja)
- 2007: Anglia újra ringbe száll (Back in Business); Trevor Pilkington
- 2007–2008: Kika & Bob; tévésorozat; Bob (hangja)
- 2008: Family Guy; tévésorozat; Vultan fejedelem (hangja)
- 2008: Agent Crush; Boris Goudphater (hangja)
- 2009–2010: Henry 8.0; tévésorozat; Tudor Henrik
- 2010: Henry 8.0: A Tudor Holiday; tévésorozat; VIII. Henrik
- 2008–2011: A kis királylány (Little Princess); tévésorozat; Walter nagy-nagybácsi
- 2007–2011: Doktorok (Doctors); tévésorozat; Dominic Duvall / Micky „Rebel” Becket
- 2011: Wojtek: The Bear That Went to War; narrátor hangja
- 2012: Kalózok! A kétballábas banda (The Pirates! In an Adventure with Scientists!); a Kalózkirály (hangja)
- 2012: Lego Star Wars: A Birodalom hazavág (Lego Star Wars: The Empire Strikes Out); tévéfilm; Boss Nass (hangja)
- 2013: Visszatérés Óz birodalmába (Legends of Oz: Dorothy’s Return); Jawbreaker bíró (hangja)
- 2012–2013: Gumball csodálatos világa (The Amazing World of Gumball); Télapó (hangja)
- 2012–2013: Wizards vs. Aliens; tévésorozat; Nekross király
- 2013–2015: Ölelörny Henry (Henry Hugglemonster); animációs sorozat; Eduardo Enormomonster (hangja)
- 2018: Robin Hood: The Rebellion; Tuck páter
- 2010–2019: Peppa malac (Peppa Pig); tévésorozat; Grampy Rabbit (hangja)
- 2020: Varázslók: Arcadia meséi (Wizards); tévé-minisorozat; Charlemagne (hangja)
- 2020: Worzel Gummidge; tévésorozat; Abraham Longshanks (hangja)
- 2020: The Apeman of the Amazon; tévéfilm; Házigazda (személyesen)
- 2021: Trollvadászok: A titánok felemelkedése (Trollhunters: Rise of the Titans); Charlemagne (hangja)
- 2022: Majdnem (Close Enough); animációs tévésorozat; Jack Kleghorn (hangja)
- 2022: Szipi és Szuper (Best & Bester); animációs tévésorozat; Shouty Shirt (hangja)
- 2023: Knight vs Giant: The Broken Excalibur; videójáték; Merlin (hangja)

## Elismerései, díjai
2003 júliusában díszdoktori címet kapott a Bradfordi Egyetemen, majd 2004-ben a Sheffieldi Hallam Egyetemen is. Ugyanebben az évben elnyerte a „Hivatalos Kikiáltó” (Official Shoutsperson) kitüntető címét a Yorki Egyetem Douglas Adams Társaságától.
2011-ben a Yorki Egyetem hallgatói szervezete nagy többséggel megszavazta, hogy a tanintézet új szárnyának Blessed nevét adják („Brian Blessed Centre for Quiet Study”). Ugyanebben az évben a Cambridge-i Egyetem hallgatói és végzettjei a népszerű színészt jelölték az egyetemi kancellár tisztségére, és intenzív kampányt folytattak megválasztása érdekében. A tisztséget azonban Sir David Sainsbury báró nyerte el. Jelöltségének elismeréseképpen Blessedet 2015-ben a Cambridge Union tiszteletbeli tagjává választották.
2016 júniusában kitüntették a Brit Birodalom Rendje tiszti fokozatával (OBE), Rod Stewarttal egyidőben. A kitüntetést a művészetekben és társadalmi jószolgálatban nyújtott teljesítményéért kapta.

## További információ
- Hivatalos oldal
- Brian Blessed a PORT.hu-n (magyarul)
- Brian Blessed az Internetes Szinkronadatbázisban (magyarul)
- Brian Blessed az Internet Movie Database-ben (angolul)
- Brian Blessed a Rotten Tomatoeson (angolul)
- Brian Blessed az AlloCiné weboldalán (franciául)
- Brian Blessed Profile (angol nyelven). famousfix.com. (Hozzáférés: 2024. október 4.)
- Brian Blessed (német nyelven). Filmdienst.de
- Brian Blessed (német nyelven). Filmportal.de
- Brian Blessed (magyar nyelven). MAFAB.hu
- Brian Blessed (angol nyelven). MUBI.com. (Hozzáférés: 2024. október 4.)